# マルガリータ・フォア
マルガリータ・フォア（英語: Margarita Fourer ）オーストラリアの女性フィギュアスケート選手（アイスダンス）。パートナーはティモシー・ハイネッケ。1998年世界フィギュアスケート選手権オーストラリア代表。

## 主な戦績
| 大会/年              | 1997-98 |
| -------------------- | ------- |
| 世界選手権           | 30      |
| オーストラリア選手権 | 1       |

### 詳細
| 1998-1999 シーズン   |                                                    |    |    |    |    |      |
| 開催日               | 大会名                                             | C1 | C2 | OD | FD | 結果 |
| 1998年3月28日-4月5日 | 1998年世界フィギュアスケート選手権（ミネアポリス） | 30 | 30 | 30 |    | 30   |